# Anta de Estanque
L'Anta de Estanque  est un dolmen situé dans la freguesia de Nossa Senhora da Vila (pt) sur le territoire de la municipalité de Montemor-o-Novo (District d'Évora, Portugal),. 
Le mot anta est l'équivalent portugais d'« ante » (pilier terminal d'un temple grec ou romain), mais il est aussi employé pour désigner les pierres d'un dolmen ou le dolmen lui-même. Environ 5 000 structures mégalithiques de ce type ont été construites au Néolithique dans l'ouest de la péninsule Ibérique par les successeurs de la culture de la céramique cardiale ou Cardial.
Il est classé Immeuble d'intérêt public (Catégorie IIP) depuis 2014 .

## Description
Ce monument mégalithique, situé dans le village de São Geraldo, date entre le milieu du IVe et le IIIe millénaire av. J.-C.. C'est une chambre funéraire polygonale à sept orthostates, dont deux encastrés dans une maison du XIXe siècle. La dalle de recouvrement conservée est in situ ; du couloir d'origine, sur le côté droit, subsiste un seul support sur lequel s'élève un mur.
Adaptée pendant un certain temps aux besoins économiques de la population locale, cette structure mégalithique a été déplacée en 2002, dans le cadre de l'« Étude du mégalithisme funéraire dans l'Alentejo central », qui visait à identifier les monuments étudiés au siècle dernier par le professeur Manuel Heleno (1894-1970).